# Anna Rybicka (florecistka)
Anna Maria Rybicka (ur. 28 marca 1977 w Gdyni) – polska florecistka, srebrna medalistka olimpijska, wielokrotna medalistka mistrzostw świata, dwukrotna mistrzyni Europy.
Broniła barw AZS AWF Gdańsk. W 1997 została indywidualnie młodzieżową mistrzynią świata. Podczas igrzysk olimpijskich w Atlancie w 1996 roku zajęła 8. miejsce w zawodach drużynowych i 22. w indywidualnych. Brała również udział igrzyskach olimpijskich w Sydney w 2000 roku, gdzie reprezentacja Polski w składzie: Sylwia Gruchała, Magdalena Mroczkiewicz, Anna Rybicka i Barbara Wolnicka zajęła drugie miejsce w turnieju drużynowym. W turnieju indywidualnym ponownie zajęła 22. miejsce.
Na mistrzostwach świata w La Chaux de Fonds w 1998 roku wspólnie z Wolnicką, Gruchałą i Mroczkiewicz wywalczyła drużynowo brązowy medal. W tej samej konkurencji Polki z Rybicką w składzie zdobywały następnie złoty medal na mistrzostwach świata w Hawanie (2003), srebrne podczas mistrzostw świata w Lizbonie (2002) i mistrzostw świata w Paryżu (2010) oraz kolejny brązowy na mistrzostwach świata w Nowym Jorku (2004).
Kilkukrotnie zdobywała też drużynowo medale mistrzostw Europy, w tym złote na mistrzostwach Europy w Moskwie w 2002 roku oraz mistrzostwach Europy w Bourges rok później.
Indywidualnie mistrzyni Polski w latach 1993, 1995, 1998 i 2005.